# マンホールトイレ

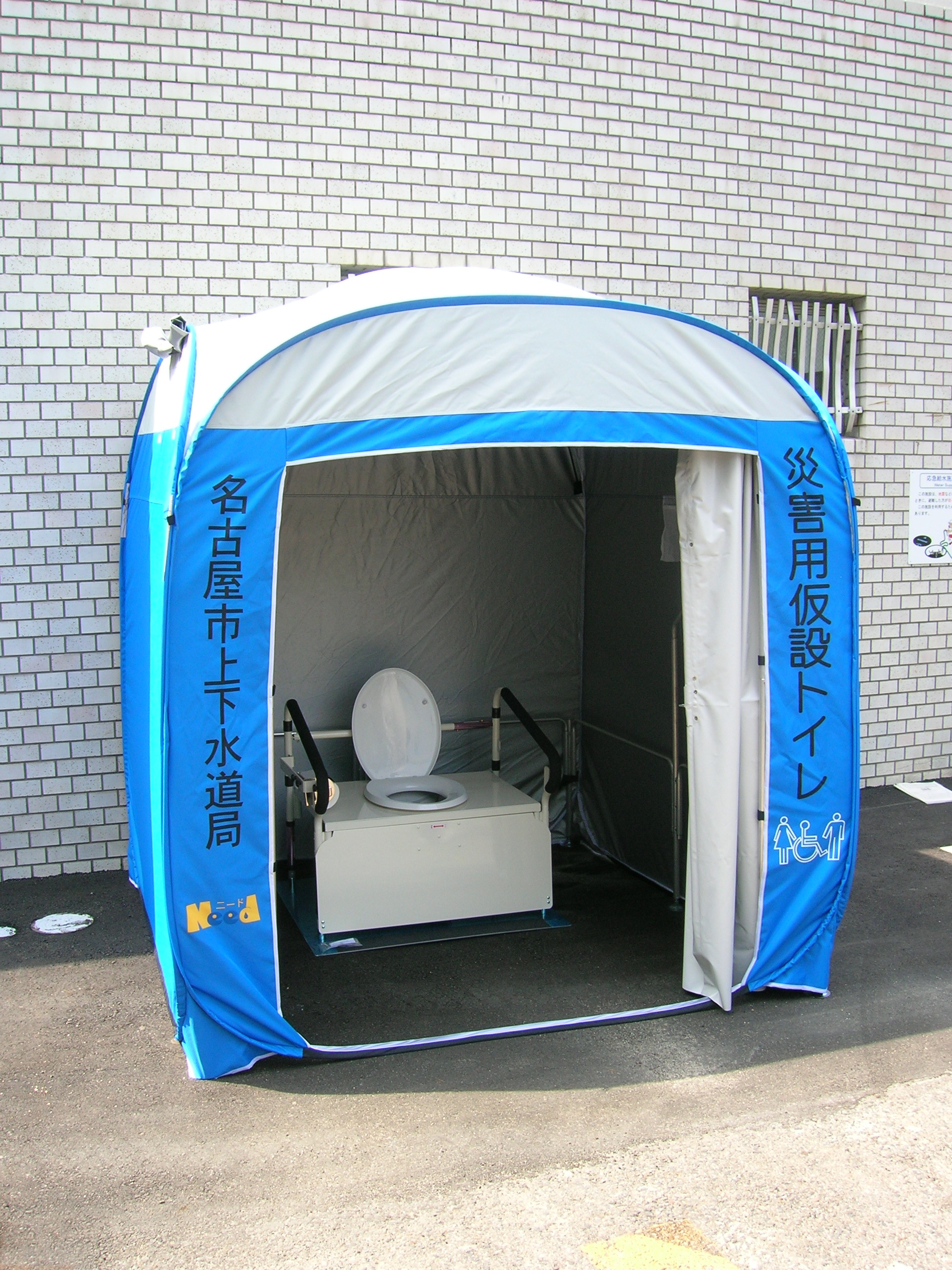
マンホールトイレの設置例

マンホールトイレとは、災害時に下水道管路にあるマンホールの上に簡易なトイレ設備を設け、使用するものである。災害用マンホールトイレ、災害用トイレ、災害トイレ、防災トイレ、仮設トイレ（マンホールタイプ）、マンホールトイレシステムなどの呼び名で呼ばれる場合もある。
大地震などにより甚大な被害を被った被災地において、避難場所で問題となったトラブルの上位に「トイレ」の問題が挙げられている。飲み水は、早期に給水車などにより被災地に運ばれているが、避難場所におけるトイレ環境が劣悪であるケースが多いようだ。有事に向け、簡易トイレ等を個人宅や避難場所で備蓄する事を促す自治体は多いが、数日を超える避難生活を継続していく為には、容量の大きく、被災時に避難所にてすぐに使用できるトイレの確保が必要とされる。こうした「命を守る」ためのトイレ対策は災害の発生する前に進める必要があるが、部署は防災部局だけでなく下水道部局、衛生部局、学校施設部局など多岐にわたり、その整備については国の指導により自治体の主管部署がはっきり決められている訳ではない。そのため、マンホールトイレ（小さな自治体では携帯トイレ・簡易トイレ備蓄についても）については災害マニュアルに整備を促がす記載があっても対策されていない自治体が多い。マンホールトイレの多くは下水道直結型であり、下水道部局が担う役割が大きいため、下水道BCPマニュアルでは、まず下水道部局にて整備計画を立て、防災部局と協議する方法についても紹介されている。

## 災害用トイレ（マンホールトイレ）
国土交通省は、公共下水道管路のマンホールの上に簡易トイレを乗せ、下水道管路を直接トイレとするマンホールトイレを一部で活用し始めたが、一般的なマンホールは公道（路上）にあるため、被災地における仮設トイレとして活用する為には問題があった。こうした中、阪神・淡路大震災以降、神戸市等で避難場所にあらかじめ災害時用のトイレとしてマンホールトイレを設置する様になった。その後も大きな震災が続く中、下水道管路についてはマンホール口の耐震化や液状化対策が進められ、ある程度の規模の都市の重要路線（病院や避難所のあるライン）では下水道管路の耐震化は水道管路に比べて進んでおり、大きな地盤変状などが無い限りは地震に強くなってきている。そのため、阪神・淡路大震災の当時に比べると下水道直結型のマンホールトイレの被災時の有用性が高まってきている。特に平地にトイレ（便器などの上物）が設置できるため、多くの仮設トイレように”段差"を上ってのトイレ利用とならないほか、仮設トイレに多い"和式"トイレもマンホールトイレには ほとんど なくなってきているほか、身障者（男女共用・ジェンダー兼用）向けのトイレなどマンホールトイレに対応した製品のラインナップも充実してきている。
国土交通省では、こうした災害時用の下水道直結型マンホールトイレの整備について、下水道総合地震対策事業として交付金（地域防災計画に位置付けられた敷地面積0.3ha以上の防災拠点または避難地に整備するマンホールトイレシステム[マンホールを含む下部構造物]を補助率1/2で支援）を出してきた。令和5年度よりマンホールトイレに関する交付対象の拡充（対象施設数の上限撤廃、対象施設の敷地面積の要件緩和等）が実施されている。この防災安全交付金は、マンホール下の埋設管路構造（基幹事業）だけでなく、トイレ（上物）や貯水施設、揚水ポンプなど（効果促進事業）にも交付金（1/2）が付与される。ほか、文部科学省からの学校施設環境改善交付金（1/3）を利用する場合もある。現在は東京都・横浜市・京都市・堺市・神戸市などの大都市を中心に整備が普及しつつある。
災害時のトイレについては内閣府 （防災担当）により、避難所におけるトイレの確保・管理ガイドライン（令和4年4月改定 内閣府） に詳細がまとめてられており、マンホールトイレについても他の災害時トイレと合わせた運用方法が記載されている。
ここではマンホールトイレの設置は携帯トイレ・簡易トイレに比べると予算化に時間を要する場合が多いため、避難所のトイレ対策についてはまずは簡易トイレの準備を3日間、可能であれば7日分用意するのに合わせてマンホールトイレの検討を並行する。マンホールトイレが整備できるまではレンタルなどによる仮設トイレの設置と定期的なバキュームカーによる汚泥吸引プランを事前の災害協定などと合わせてBCPの中で策定しておき、マンホールトイレの設置後はバキュームカーの運用を変更（下水使用不可時のマンホールトイレからの吸引）するなど想定される運用方法を自治体ごとに事前に決めておく。※ガイドラインではプッシュ型による対応を期待する記載は無い。
また、災害時のトイレは「水道水」が止まってしまう事が主原因として問題が発生する。そのため下水道直結式のマンホールトイレの整備には原則として「流下させるための水」を計画時に準備する事が肝要である。学校施設の場合にはプールの場合もあるが、井戸水、貯留水槽（防火水槽と兼用する場合もある）、近隣の河川や湖沼からのポンプ輸送やあわせたポンプ設備、発電設備なども計画に折り込む。避難生活が最大で1か月以上となる場合に備えることも検討しておく。
マンホールトイレの活用については国土交通省 下水道部により、下水道ＢＣＰ策定マニュアル（国土交通省水管理・国土保全局下水道部）に記されている。内閣府が大規模噴火の降灰によるインフラ・ライフライン等への影響の検討を進めている事や、令和2年度以降の水害等による下水道施設の被災から明らかになった課題を踏まえ、下水道事業における災害対応をより迅速かつ適切なものとするための改定が進み「下水道ＢＣＰ策定マニュアル2022年版（自然災害編）」となっている。
また、同じく国土交通省 下水道部より2016年3月、災害時に快適なトイレ環境を確保し、被災者の健康を守るため、被災者が“使いたい”と思えるマンホールトイレを整備するための配慮事項等をとりまとめた「マンホールトイレの整備・運用のためのガイドライン」（平成28年3月 国土交通省）が策定されている。さらに、平成30年3月には熊本地震を踏まえた内容の充実を図り「2018年版」を策定、令和3年3月には「導入例」を充実させ、「2021年版」を策定している。
国土交通省ではマンホールトイレの普及啓発・整備促進のためのガイドラインや広報ツールを作成するとともに、地方公共団体のノウハウを共有するための勉強会の開催等も実施しており、令和5年4月には、マンホールトイレの整備・運用 チェックリストも作成された。

## 公的なマニュアル・方針
下水道ＢＣＰ策定マニュアル～第２版～（地震・津波編）-平成２４年３月 国土交通省水管理・国土保全局下水道部-から、以下引用する。

## 下水道直結型マンホールトイレの種類
下水道直結型のマンホールトイレには幾つかの種類が採用されている。それぞれの特徴は以下の通り。

### 下水道本管直結型
道路や公共施設敷地内の、下水道本管が接続しているマンホールに上部構造物（便器及び仕切り施設等）を設置して利用する。トイレ用水を確保する必要が無いが、管路に汚水が流れていない場合には汚物が滞留する可能性がある。管路が被災した場合には使用できない。避難所近傍でない場合が多い。実際の使用を想定した避難場所からのアクセス、道路管理方法など事前に十分な対応策を検討し、安全上問題無きよう精査する。

#### 1. 流下型（下水道本管接続）
避難場所などに、下水道本管に接続する排水管（φ150）を延ばし、通常時は地上にマンホールのみが見える構造。非常時には、マンホール部上部にトイレを設置するもの。基本的には下水道管の延長にあるため、管内貯留型に比べて排水管の管径を小さく設計できる場合が多い。そのため、接続先である公道の下水道本管が浅く埋設されている場合には浅い管路設計となり、接続しやすいというメリットがある。ただし、下流の下水道本管の耐震化が必須条件である。管口径が小さいため、下水道管路が被災した場合には、マンホールトイレ部の管路内に汚物がすぐに蓄積してしまい、使用できなくなる可能性がある。こうした懸念に対応する場合には別途、下流部に汚水貯留施設を追加するなどの対策を検討する必要がある。また、マンホールトイレ部の管路上流には、排泄した屎尿を下流部に流すために十分な水の確保が必要である。下流の公共下水管路に汚物の滞留などをおこさないよう、使用後に定期的に（一般的には大便器使用毎に毎回）上流部から管路への給水を心掛ける仕組みづくりが必要となる。追加施設として上流部に一時的に水を貯め、一気に流せるような施設を作る場合が出てきている。本来流下させてはならない大人用の紙おむつなどを投棄されるケースなどを想定すると、管径が小さいため流下性能を確保する施策（上流の水槽など）も考慮する場合がある。この場合、1回の送水量は75リットル（国土交通省ガイドライン事例）、1時間程度に1回の流下作業をする。責任者を決めて実施しないと頻繁の作業のため実施が滞る危険性がある。流下水が少ないと下部から発生する悪臭の原因になったり、管路が詰まる危険性があるので留意する。下水道管きょの耐震化整備がされている場合、管路施設としては「流下」させるだけの設備となるため建設費は最も安価となるが、上流や下流に貯留水施設を追加する場合などはこの限りではない。採用にあたっては前記のような懸念される諸条件を考慮するかどうか検討する。また、本方式では流下に必要な1日当たりの総流水量が多めに必要となる事にも留意が必要である。貯水タンクを水源とする場合などは特に留意する。このように流下型は上流からの走流が必須となるため、層流する水が枯渇した場合にはすべてのトイレが使用不可能になる。そのほか維持管理上の留意点として、トイレ使用時、固形汚物（大便や紙類）はそのまま直下に滞留するため、臭気対策を検討する場合もある。臭気対策としてフラップ等を付ける場合、トイレ使用者は洗浄水（1回200ml程度）を使用（簡易水洗トイレの用意、もしくは個別にペットボトルなどでの水の用意など）する必要がある。これを怠るとフラップ部に付着する汚物で臭気が発生したりフラップの機能が故障する危険性がある。防臭弁のないストレート構造のトイレを使用する場合、使用していないときのトイレ入り口の扉を全開にしておいたり、消臭剤設置などの対策をとるケースもある。

##### 【流下型+便槽貯留型】
流下型の汚水搬送をベースとしながらも、管路の下流部に別途「貯留槽」等を設け貯留するもの。この場合には流下型の設置費に加え追加費用が発生する。このタイプの汚水貯留は従来より貯留型といわれる「管内貯留式」とは機能が異なるので留意する。基本性能としては「流下型+便槽型」の機能の複合型となる。管路から分流した汚水貯留槽などに貯められる汚水は汲み取り式であり、バキュームカーとの連動にて供用後は清掃が可能。発災時に下水道管路が被災（または停電によりマンホールポンプが停止するなど）し、下水道管路の流下機能に支障を来した場合、および、発災直後より下水道管路が被災していない事が確認が出来るまで（下水道直結型の使用を制限する自治体がある）の間は、貯留式災害時トイレとしてすぐに使用できる特長がある。こうした特長については「貯留型」と共通した機能を有している。ただし、管路はあくまで「流下型」であるため、貯留槽に汚水を搬送するために流下式の通常使用時と同様、「水による流下」は必要となる。貯留槽に汚物を送るのに必要な掃流水量（貯留時の総水量）は管路内貯留式に比べると通常は多くなる。総流量の考え方や臭気対策などの留意点については通常使用時の「流下型」と同様となる。また、貯留便槽部に滞留できる使用可能日数を試算(設計)する際は、屎尿量、水洗時の水量、上流からの掃流水量の合計を考慮し、十分な精査が必要である。(貯留便槽が満水となった場合にオーバーフローした汚水を被災した管路に流下していく設計とする場合もあり、貯留槽に流下させる計画水量により災害用マンホールトイレの使用可能日数は変わる可能性がある)。また、貯留便槽は「下水道直結」ではなく分流させた別施設である。こちらに汚水を貯留させた場合、バキュームカーによる吸引搬送か、下水道管路の復旧後に汚水用ポンプによる汲み上げ排出が必要である。そのための現場対応要領についても事前に計画・準備しておく必要がある。

#### 2. 管路内貯留型（下水道本管接続）
流下型同様、避難場所などに、下水道本管に接続する排水管を延ばし、通常時は地上にマンホールのみが見える形の構造。ただしトイレ下部の管路内には「汚水を一次貯留」する事が可能な容量の大口径管路を設けている事と、貯留汚水を一気に放流可能な貯留弁を設けている事が特徴。非常時はマンホール部上部にトイレを設置するもの。
「管路内貯留型」は貯留弁の設置や貯留用管路の口径を大きくとる（一般にはφ450以上）ため、一般的な流下型（φ150）に比べて設備費は多少割高となる。ただし、貯留水の排水が一般には1日1回程度となるため、汚物流下に必要な水量（排泄1回当たり換算の水量）が流下型に比べると少なく、節水型のシステムになっている。
下流部のマンホールまたは汚水ます内に貯留弁等を設け、排水管を貯留槽とした構造をとり、常時水をためている。そのため被災時の使用時は屎尿が貯留水に漬かる事で管路から上がってくる臭気がおさえられ虫発生の軽減やウィルス飛散の防止効果も期待できる事から、衛生面で優れている。また、貯留水中で大便が軟化する。こうして貯まった汚水を1日に1度、一気に放水する。流水作業が少ないので避難所での作業軽減となるが、作業時間・労力軽減のため注水には電動ポンプを用意する自治体が多い。使用水量が少なくても下流の下水道管への流れがスムーズとなり、滞留が発生しにくい。下流の下水道本管の耐震化をまず実施しておくのが望ましいが、耐震化が遅れていたり、耐震化した管が万一被災た場合、停電によるマンホールポンプの停止時や、発災直後の下水道管路の点検時にも、前記の貯水部が屎尿の貯留槽として利用できる。仮設トイレの設置時と同様にバキュームカーによる吸引対応の体制を予めとる事で万一、下水道管路が被災し下流の流下機能に支障を来した場合や、下水道管路が被災していない事の確認が出来るまで（下水道直結型の使用を制限する自治体がある）、また、送流水が枯渇した時など、管路内の一次貯留機能により便槽型同様の災害時トイレとして、すぐに使用できる特長がある。避難所に備蓄する携帯トイレ・簡易トイレ（3日～7日程度）の使用と併用して運用するのが最も推奨される。この場合の貯留能力（最初のバキュームカー手配が必要になるまで）は 5日～1週間程度ある。この間に下水道管路の機能が改善すれば、滞留水はすべて下水道管に放流し、追加流水する。満水になってなお下水管路が使用できない場合にはバキュームカーでの汲み取り対応し、継続して汲み取りでの運用が可能となる。このように便槽型の仮設トイレとして運用中に「下水道管路への放流が可能」となれば貯留された汚水を下水管に直接放流できるため、以後はバキュームカーの手配は必要としない。
バキュームカーによる対応を考慮する場合には、そのための被災時対応について事前に計画・準備しておく必要がある。これはマンホールトイレ対応をせず仮設トイレを運用する避難所がある場合にも、いずれにせよ事前に運用を協議しなければならない事項でもある。また、バキュームカー手配が著しく困難な場合が予想される場合には、長期の貯留を考慮し、追加で貯留便槽を切替式として追加する事も可能である。
【管路内貯留型+便槽貯留型】
管内貯留型においても「流下型+便槽貯留型」と同様、貯留弁の下流部に貯留便槽を追加設置する事が可能である。別途、分流可能な便槽施設での数日分以上の汚水を溜めれば、管内貯留型の機能のまま、便槽機能を付加することが可能である。予めバキュームカー手配が著しく困難となる事がわかっている場合などには有効な手段となる。この場合、貯留便槽の容量は管内貯水留水量も合算し、「貯留」日数を算出検討するのが望ましい。　

#### ※ 貯留型（下水道本管接続）について
前記、「管路内貯留型」および「流下型+便槽貯留型」はどちらも発災直後からマンホールトイレを使用する事が可能である。そのため、流下の特長や貯留の方法、運用方法は異なるが、まとめて「貯留型」とくくられるケースがある。ともに放流先の下水道管路の状態にかか わらず一定期間は使用することが できるメリットがある。貯留型と呼ばれるタイプは以前は「管路内貯留型」のみであったが、近年は「流下型」に貯留機能を追加し「流下型+便槽貯留型」とするタイプが提案されている。こちらのタイプも仮設イレと同様、バキューム車の手配との組み合わせにより、下水道管路が被災してもすぐに使用可能となる特徴があり、発災後からの調達（一部は常設・備蓄もある）となる仮設トイレに比べ、発災直後から使用できるメリットがある。ともに災害トイレ（上物）はフラットなマンホール上に設置するため、仮設トイレの様にトイレの使用時に階段を上り下りする必要が無いため、足腰の不自由な方やお年寄りにとって快適な環境が提供できる。ただし、「流下型+便槽貯留型」と「管路内貯留型」とでは共用時の運用方法や流下の仕組みが大きく異なるため、設置の検討にあたっては同一の括りとして扱う事は困難である。型式ごとの特徴を理解し、どちらかを選定する。

### 便槽型［汲み取り式］
下水道直結型ではなく、昔ながらの「汲み取り式便所」の構造である。下水道本管が被災した場合の貯留型同様、継続して長期使用するにはバキュームカーによる吸引対応体制と連動した計画立案が不可欠となる。便槽まで水で流下させる仕組みは考慮する必要がない。便槽型は、貯留の容量を容積にて自由に設定できるため、災害時にバキュームカーの確保が将来にわたり容易な場合には有効な選択肢といえる。特に個別合併処理浄化槽による汚水処理地域にある避難所などはバキュームカーでの対応とセットでの「便槽型」検討を行う場合がある。
汚水はトイレ（上物）の下部に滞留するため、臭気対策の検討を要する。
「便槽」部位から下水道本管に直結する形にアレンジするタイプもある。

## 集合住宅向け
近年、東京や大阪、京都などの大都市圏の自治体に於いて、耐震化された一定規模以上の集合住宅を建設する時、必ず「災害時向けマンホールトイレ」を設置するよう、条例化する動きがある。墨田区、世田谷区、江戸川区、流山市、文京区などで施行されている。大規模マンションが建設された場合、計画的にその人数の避難民を近隣の避難所で受け入れる仕組みとすることは困難となる。しかしながら、こうした大規模マンションや施設は耐震設計となっているため、こうした集合住宅などに住む住民には、学校や公園のような災害時避難場所には避難せず「在宅避難」が推奨されている。条例はこうした事象を考慮した試みといえ、施設ごとに災害用マンホールトイレをあらかじめ設置させるものである。対規模災害時に給水が停止すると、集合住宅のトイレも使用できなくなるため、給水が長期化した場合のトイレ対策としての施策が進んでいる。
横浜市や文京区などのように中高層住宅向けにマンホールトイレ設置時の助成金を設けている自治体もある。

## 関連資料
- 内閣府 （防災担当）避難所におけるトイレの確保・管理ガイドライン  令和4年4月
- 国土交通省 マンホールトイレの整備・運用のためのガイドライン （平成28年3月版） 改定 2021年版
- 国土交通省 マンホールトイレの整備・運用 チェックリスト 令和5年4月
- 国土交通省 災害時に使えるトイレ
- 国土交通省 下水道BCP策定マニュアル 2017年版 2022年版（自然災害編）
- 横浜市 災害時下水直結式仮設トイレ用下水道管技術基準
- 横浜市 災害時下水直結式仮設トイレについて 使用方法(動画)
- 江戸川区 災害（震災）時トイレ確保・管理計画 ※参考資料・データ集は江戸川区HP参照
- 兵庫県 避難所等におけるトイレ対策の手引き
- 神戸市 災害時こまらんトイレ！（下水道接続型災害用仮設トイレ）
- 世田谷区 災害用マンホールトイレの整備
- 世田谷区 マンホールトイレのプレゼン
- 横浜市 下水直結式仮設トイレについて ※ 災害時下水直結式仮設トイレ（通称：災害用ハマッコトイレ）とは・使用方法 など
- 和歌山市 災害時の重要なライフライン『マンホールトイレの使用方法』(動画)
- 和歌山市 マンホールトイレの実用課題と対策検討～大規模断水によるマンホールトイレの実用例～（令和4年度 国土交通大臣賞 循環のみち下水道賞）
- 京都市 災害用マンホールトイレの概要・しくみ
- 船橋市 災害用マンホールトイレの解説
- 堺市 マンホールトイレについて
- 長岡京市 「災害用マンホールトイレ」の設置工事
- 立川市 災害用マンホールトイレ
- 竜ヶ崎市 マンホールトイレの整備
- 逗子市 災害用マンホール計画案
- 下水道地震対策緊急整備事業
- 下水道総合地震対策事業の拡充 25年度
- 静岡県 災害時のトイレ対策の手引き
- 熊本県益城町 避難所の「減災」対策として全小中学校にマンホールトイレを整備